# Joel Mestre

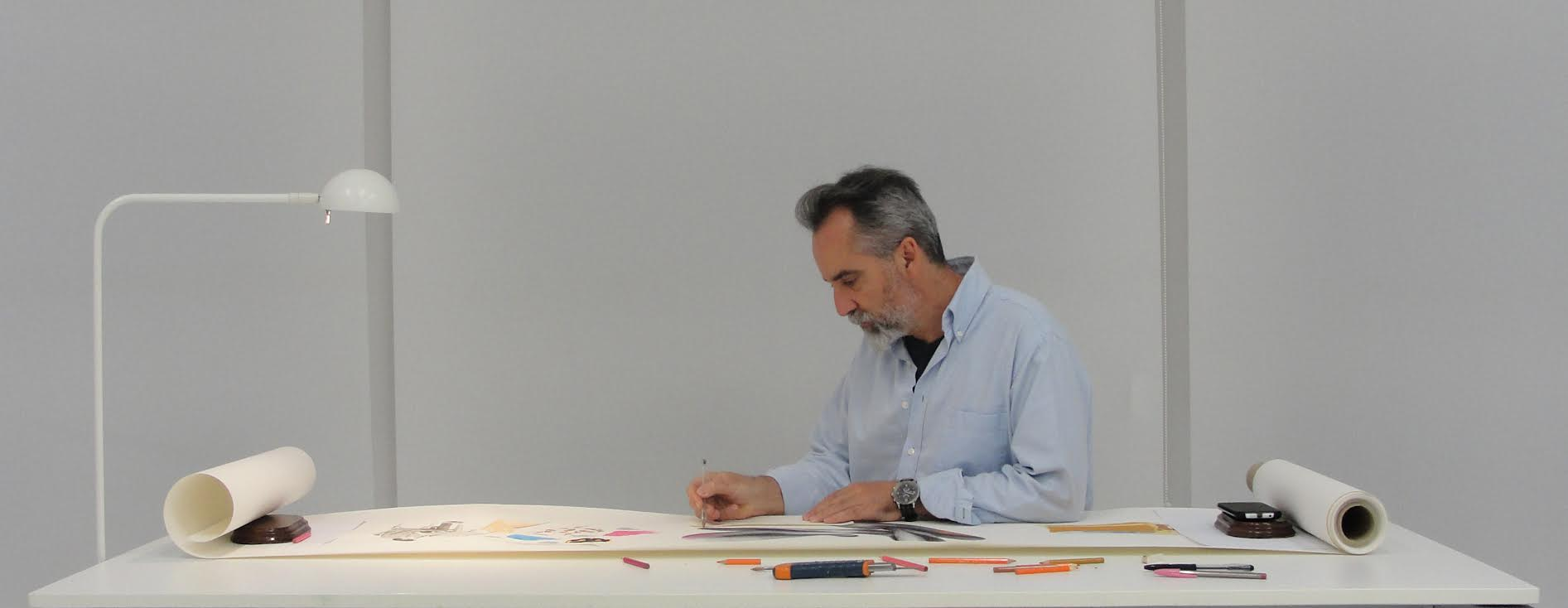
Joël Mestre realizando su participación en la obra para la exposición Emakimono (2016)

Joël Mestre (1966, Castellón de la Plana) es un pintor español, Doctor en Bellas Artes por la Universitat Politècnica de València. Vinculado a la figuración postconceptual española pertenece a la generación de pintores levantinos de los años noventa que se decantan por una figuración de corte próximo al surrealismo y con claro contenido literario y crítico.

## Biografía
Al igual que sus compañeros generacionales Gonzalo Sicre y Charris, Mestre fue agrupado en la muestra “El muelle de Levante”, comisariada por Juan Manuel Bonet en 1994, exposición que sirvió de pistoletazo de salida para el grupo, que se ha dado en llamar por parte de la crítica ”pintura metafísica valenciana”, en una suerte de tipología estilística acuñada por el crítico Bonet Correa. En la actualidad y desde el 2002, compagina la pintura con la docencia como Profesor Titular del Departamento de Pintura en la Facultad de Bellas Artes de San Carlos - Universitat Politècnica de València.

## Obra
La pintura de Mestre práctica un nuevo realismo cargado de connotaciones críticas hacia los medios de comunicación, la historia del arte y la cultura de los medios de masas actuales. Mestre sitúa sobre espacios paisajísticos construidos con una técnica de colores ácidos y de apariencia surrealizante, escenas de aventuras inquietantes construidas a base de estructuras geométricas y arquitectónicas, Los paisajes de Mestre recrean atmósferas extrañas y mágicas en las que conviven seres en mundos donde se conjuga lo posible real con lo imposible onírico, buena parte de sus obras se sitúan en ambientes nocturnos. Sus espacios deben mucho a la pintura metafísica italiana, especialmente a Giorgio de Chirico y Alberto Savinio y al surrealismo.
En ese juego de espacios interconectados por trazos rectilíneos, de líneas que terminan en otras y de campos de color meticulosamente aplicados, Mestre despliega a su vez juegos volumétricos en figuras que Malevich trató como objetos planos.
Las vinculaciones extrapictóricas de su obra también se aproximan al mundo literario. Parte de su expresión plástica ha explorado reflexiones teóricas de Marshall Mcluhan, Mestre es el pintor español que en la actualidad más se ha centrado en analizar visualmente el papel que los medios de comunicación de masas juegan en la conformación de la cultura postmoderna. Pero también las analogías de la pintura con ciertos géneros tan particulares como el "pecio" literario en la obra de Rafael Sánchez Ferlosio.
En otras ocasiones los espacios recreados en la obra de Mestre son los propios de la virtualidad digital, son espacios en los que se establecen vínculos asociativos entre lo aéreo y lo on-line, territorios por donde circulan informaciones que viajan a través del espacio, del tiempo y de las ondas. En este sentido, la obra de Mestre señala directamente algunos de las nuevas costumbres culturales que tendremos que seguir de cerca en los próximos años: una realidad contingente que está perdiendo su capacidad para producir emociones que paulatinamente se van erradicando en ámbitos y espacios virtuales.
En esta construcción de espacios digitales, la técnica y los materiales tienen una especial importancia. Mestre consigue dar una especie de apariencia electrizante a sus obras, pintándolas con un temple sintético a partir de pigmento y látex sobre imprimaciones siempre acrílicas.
Su obra se encuentra representada en los mejores museos españoles de arte contemporáneo.

## Colecciones y museos
- Instituto Valenciano de Arte Moderno. IVAM
- Fundación Ortega y Gasset. Madrid.
- Fundación Argentaria. Madrid
- Colección Banco de España. Madrid
- Ministerio de Asuntos Exteriores. Madrid
- Museo de Álava. Vitoria. ARTIUM
- Colección Caja Madrid
- Colección ARS FUNDUM
- Centro de Arte Contemporáneo de Málaga. CAC
- Luciano Benetton Collection (Italia)
- Colección de Arte DKV (España)